# Lago de Fully
O  Lago de Fully  É um lago artificial de reservatório localizado no cantão de Valais, na Suíça. O lago tem uma superfície de 0,21 km².